# سنتاز
سنتاز (به انگلیسی: synthase) آنزیمی است که واکنش ترکیبی را تسریع می‌کند.

## واژگان
در نامگذاری آلی، سنتتازها و سنتازها متمایزند. طبق تعریف اصلی، سنتازها از انرژی حاصل از تری فسفات نوکلئوزیدی (مانند ATP, GTP, CTP, TTP و UTP) استفاده نمی‌کنند، در حالی که سنتتازها از اینها استفاده می‌کنند. با این حال، کمیسیون مشترک نام‌گذاری بیوشیمیایی (JCBN) حکم می‌کند که «سینتاز» را می‌توان با هر آنزیمی که سنتز را کاتالیز می‌کند (خواه از نوکلئوزید تری فسفات‌ها استفاده می‌کند یا نه) استفاده شود، در حالی که «سینتتاز» باید مترادف با «لیگاز» استفاده شود.